# Ateleute pallidipes
Ateleute pallidipes är en stekelart som beskrevs av William Harris Ashmead 1906. Ateleute pallidipes ingår i släktet Ateleute och familjen brokparasitsteklar. Inga underarter finns listade.